# Dendrobium khasianum
Dendrobium khasianum är en orkidéart som beskrevs av Deori. Dendrobium khasianum ingår i släktet Dendrobium, och familjen orkidéer.
Artens utbredningsområde är Assam (Indien). Inga underarter finns listade i Catalogue of Life.